# Los Guajes, Morelos
Los Guajes är en ort i Mexiko.   Den ligger i kommunen Puente de Ixtla och delstaten Morelos, i den sydöstra delen av landet, 80 km söder om huvudstaden Mexico City. Los Guajes ligger 1 014 meter över havet och antalet invånare är 154.
Terrängen runt Los Guajes är platt åt sydväst, men åt nordost är den kuperad. Terrängen runt Los Guajes sluttar söderut. Runt Los Guajes är det tätbefolkat, med 591 invånare per kvadratkilometer. Närmaste större samhälle är Xoxocotla, 1,7 km norr om Los Guajes. Omgivningarna runt Los Guajes är en mosaik av jordbruksmark och naturlig växtlighet.